# 洪涛 (科学家)
洪涛（1931年12月26日—），山东荣成人，中华人民共和国科学家、中国工程院院士。

## 生平
早年毕业于山东医学院，后进入罗马尼亚科学院病毒学研究所获博士学位。1971年，担任中国医学科学院流行病微生物学研究所助理研究员、副研究员、研究室副主任、医科院电镜室主任。1983年，担任中国预防医学科学院病毒学研究所副研究员、研究员、病毒形态室主任，主要研究人类B组轮状病毒、出血热病毒等。1996年，荣获中国工程院院士。